# Karagwe (huyện)
Karagwe là một huyện thuộc vùng Kagera, Tanzania. Thủ phủ của huyện Karagwe đóng tại Kayanga. Huyện Karagwe có diện tích 5450 ki lô mét vuông. Đến thời điểm điều tra dân số ngày 25 tháng 8 năm 2002, huyện Karagwe có dân số 424287 người.